# Naboczeń
Naboczeń (Mecostethus) – rodzaj owadów prostoskrzydłych z rodziny szarańczowatych.
Owady o średnich rozmiarach ciele. Głowę ich cechuje krótkie i szerokie ciemię o słabo zaznaczonych, trójkątnych dołkach ciemieniowych lub w ogóle tychże dołków pozbawione. Prawie walcowate przedplecze charakteryzują 3 wyraźne bruzdy poprzeczne oraz listewki boczne zastąpione czarnymi pasami. Narząd bębenkowy jest w całości odkryty. Przedpiersie zdobi niewielki wzgórek między odnóżami przednimi. Wiotkie, skórzaste pokrywy jak i tylna para skrzydeł sięgają u obu płci poza wierzchołek odwłoka.
Przedstawiciele występują w krainie palearktycznej od zachodniej Europy po Japonię. W Polsce rodzaj reprezentowany jest przez nabocznia bagiennego.
Takson ten wprowadzony został w 1852 roku przez F. Fiebera W 1910 roku W.F. Kirby wyznaczył jego gatunkiem typowym Gryllus grossus. Należą tu 3 opisane gatunki:
- Mecostethus baichengensis Ren, Sun & Wang, 2002
- Mecostethus parapleurus (Hagenbach, 1822) – naboczeń bagienny
- Mecostethus rufifemoralis Zheng & Shi, 2009